# Jagged Alliance 2
Jagged Alliance 2 – komputerowa strategiczna gra turowa wydana w roku 1999 na platformę Windows, w późniejszym czasie także na Linuxa, oficjalna kontynuacja gry Jagged Alliance z 1995 roku. Jest to trzecia część serii Jagged Alliance, w oparciu o nią powstały dwa osobne dodatki: Unfinished Business (2000) oraz Wildfire (2004). Jagged Alliance 2 wraz z dodatkiem Unfinished Business zostały 6 czerwca 2002 wydane razem w zestawie Jagged Alliance 2 Gold Pack. W lipcu 2006 roku Jagged Alliance 2: Gold pack został udostępniony na platformie Steam.
W Polsce gra została wydana 3 września 1999 nakładem TopWare Interactive.

## Fabuła
Akcja Jagged Alliance 2 toczy się w fikcyjnym państwie Trzeciego Świata – Arulco. W kraju do końca lat 80. panowała unikalna Monarchia Demokratyczna – władca rządził narodem, był jednak wybierany w wolnych wyborach odbywających się co dekadę. W roku 1988 Enrico Chivaldori, kandydat na monarchę Arulco, ożenił się z pochodzącą z Rumunii Deidranną Reitman. Zawarcie małżeństwa miało polepszyć wizerunek kandydata w społeczeństwie, cel ten został spełniony, Chivaldori wygrał wybory. Niedługo później młody Chivaldori został wrobiony w zabójstwo swojego ojca. Chivaldoriemu udało się zbiec, wcześniej upozorował on swoją śmierć. Po usunięciu wszelkich przeszkód, Deidranna Reitman przejęła władzę w Arulco. Zmieniła ustrój państwa na autorytarny.
Gracz zostaje zatrudniony przez Chivaldoriego do wyeliminowania królowej Arulco. Przekazuje on na konto gracza ograniczoną ilość środków finansowych na pokrycie niezbędnych kosztów przeprowadzenia akcji i wynajęcie najemników. Pierwszym zadaniem gracza jest skontaktowanie się z rebeliantami okupującymi znajdujące się na północy Arulco miasto Omerta. Miasto ucierpiało na skutek bombardowań i najazdu, które miały miejsce na krótko przed przybyciem gracza do sektora. Zastaje on zniszczone i wyludnione miasto. Przywódcą rebeliantów jest Miguel Cordona, były rywal Enrico w wyborach na króla Arulco. Po zapoznaniu się z motywami działania gracza, zleca on zorganizowanie transportu żywności z miasta Drassen. Podczas wypełniania głównego zadania, gracz może wypełnić także wiele zadań pobocznych, zlecanych przez NPC. Jako nagrodę otrzymuje zazwyczaj wzrost lojalności w posiadanych miastach lub pieniądze.
Podczas wybierania opcji nowej gry dostępny jest do wyboru tryb Sci-Fi. Różni się on od trybu realistycznego tym, że w podziemiach losowo wybranej kopalni żyją stworzenia zwane „Crepitusami” – duże insekty żywiące się ludzkim mięsem. Atakują one górników oraz cywilów po tym, gdy gracz zajmie odpowiednią liczbę miast – Deidranna wydaje rozkaz zaprzestania karmienia tych stworzeń, one zaś w poszukiwaniu pożywienia wychodzą na powierzchnię. Zadaniem gracza jest ich eksterminacja oraz zabicie królowej Crepitusów, która znajduje się na najniższym (trzecim) poziomie podziemi.

## Rozgrywka
Podczas rozgrywki gracz otrzymuje kontrolę nad grupą wcześniej wybranych najemników, przy ich pomocy wykonuje zadania oraz eksterminuje wrogów okupujących miasta oraz pozostałe tereny. Wraz z postępem w wykonywaniu powierzonej misji, można zatrudnić nowych najemników i wyposażyć ich w lepszą broń oraz wyposażenie. Podczas gry gracz może kontrolować sytuację na ekranie mapy – wydaje tam rozkazy przemieszczania się pomiędzy sektorami lub przydziela najemnikom inne zadania (leczenie, naprawa ekwipunku, szkolenie samoobrony, praktyka, nauka) oraz na ekranie taktycznym – wówczas ma on pełną kontrolę nad najemnikami i może wydawać im konkretne polecenia przemieszczania się po sektorze, interakcji z otoczeniem oraz opcjonalnie walki z przeciwnikiem w systemie turowym.

### Ekran mapy
Na ekranie mapy przedstawiony jest w postaci siatki złożonej z sektorów plan Arulco. Ukazuje on rozmieszczenie miast, rzeźbę terenu oraz miejsca okupowane przez gracza lub wroga. W tym miejscu gracz planuje podróż swoich najemników oraz kontroluje postęp gry. Możliwa jest na ekranie mapy kompresja czasu bądź jego zatrzymanie. Z ekranu mapy dostępny jest także inwentarz każdego sektora.
Z ekranu mapy gracz może również przejść do okna laptopa – pozwala to mu na odbiór e-maili, wynajmowanie najemników za pośrednictwem dwóch konkurujących ze sobą firm (AIM oraz M.E.R.C.), stworzenie własnego najemnika (poprzez IMP), zakup broni, podpisanie umowy ubezpieczeniowej dla wynajętych najemników oraz na wysyłkę kwiatów.
Na ekranie mapy możliwe jest przydzielanie najemnikom odpowiednich zadań. Ci, którzy mają na wyposażeniu zestaw medyczny oraz posiadają odpowiednio wysoką wiedzę medyczną, mogą dostać przydział „lekarz”. Pozwala on na szybszy powrót do pełni zdrowia najemników, którzy zostali ranni, a następnie dodani do przydziału „pacjent”. Pacjent oraz lekarz muszą znajdować się w tym samym sektorze. Najemnicy wyposażeni w zestaw narzędzi oraz posiadający odpowiednio wysoką znajomość mechaniki mogą dostać przydział „mechanik”, pozwala to na naprawę ekwipunku oraz uzbrojenia wszystkich najemników znajdujących się w danym sektorze. Ponadto najemnicy mogą podnosić swoje statystyki poprzez przydziały „praktyka” oraz „uczeń”. Kolejną opcją jest szkolenie oddziałów samoobrony, możliwe w miastach oraz wyrzutniach rakiet ziemia-powietrze. Oddziały te mogą odpierać oblężenie wroga pod nieobecność gracza w sektorze.
Kolejnym możliwym działaniem na ekranie mapy jest podróż oddziałów gracza. Może odbywać się ona na kilka sposobów. Początkowo gracz przemieszcza się po Arulco na piechotę, jest to najdłuższy oraz najbardziej wyczerpujący sposób podróży. Najemnicy muszą po pokonaniu pewnego dystansu odpocząć, w przeciwnym wypadku spada ich maksymalny poziom energii. Kolejnym sposobem jest podróż przy pomocy samochodu – w grze dostępnych jest kilka pojazdów. Samochody mogą jednak podróżować tylko pod drogach, po zapewnieniu sobie zapasu paliwa. Ostatnim i najszybszym sposobem podróżowania jest lot śmigłowcem.

### Ekran taktyczny
Po wejściu na ekran taktyczny, gracz widzi sektor w rzucie izometrycznym. W tym trybie można przemieszczać się po sektorze, eksplorować budynki oraz zbierać wyposażenie. Mimo że w grze nie występuje tzw. „mgła wojny”, dostrzega się inne postacie tylko wtedy, gdy znajdują się one w zasięgu wzroku jego najemników. Podczas zwiedzania sektora gra toczy się w trybie czasu rzeczywistego, zaś kiedy rozpocznie się walka, przechodzi w tryb turowy.
Gracz może kierować pojedynczym najemnikiem lub całą grupą, wydawać im rozkazy przemieszczania się, interakcji z NPC oraz obiektami napotkanymi w sektorze. Najemnicy mogą biec, iść, czołgać się, pływać oraz kroczyć w pozycji przykucniętej. Ponadto mogą oni wspinać się na płaskie dachy.

### Walka
Gra przechodzi w tryb walki, kiedy w zasięgu wzroku najemników gracza bądź wroga znajdzie się przeciwnik. Możliwe jest to także wtedy, gdy przyjazny bądź neutralnie nastawiony NPC zostanie sprowokowany lub zaatakowany. Możliwe są walki zarówno dniem jak i nocą.
Królowa Deidranna dysponuje trzema rodzajami wojsk: regularną armią, jednostkami elitarnymi oraz czołgami. Jednostki elitarne pojawiają się wraz z postępami gracza, czołgi wspierają wojska obronne w Medunie i na jej peryferiach.
Każda postać posiada ograniczoną liczbę punktów akcji, które może przeznaczyć na wykonywanie działań. Punkty akcji odnawiają się z początkiem nowej tury, ich maksymalna liczba zależy od stanu w jakim znajduje się postać – liczby punktów zdrowia, energii, czy też punktów akcji wykorzystanych w poprzedniej turze. Jeśli postaci po zakończonej turze nie wyczerpią się wszystkie punkty akcji i w jej zasięg widzenia wejdzie przeciwnik, ma ona szansę na przerwanie jego tury i wykonanie działania.
Postacie mogą przejść w tryb skradania, w tym stanie starają się one poruszać bezszelestnie, są wtedy trudniejsze do zauważenia przez przeciwnika, ruch taki kosztuje w trybie turowym więcej punktów akcji. Dodatkowo gra oferuje możliwość montażu tłumików do niektórych broni oraz używania zestawów kamuflujących. Elementy te pozwalają na skrytą eliminację przeciwnika.
Szansa trafienia przeciwnika zależy od kilku czynników. Decydują umiejętności strzeleckie oddającego strzał, dystans do przeciwnika, jego pozycja, zasięg broni, widoczność oraz punkt, w który celuje gracz. Szanse na trafienie można podnieść poprzez wyposażenie broni w celownik optyczny bądź laserowy lub poświęcenie większej liczby punktów akcji na celowanie i dokładniejszy strzał.
Podczas celowania do człowieka można wykonać strzał w trzy rejony jego ciała: nogi, tułów oraz głowę.
Walczyć z przeciwnikiem można na wiele różnych sposobów – przy pomocy broni palnej, takiej jak pistolety, karabiny maszynowe, strzelby, karabiny snajperskie, poprzez walkę w zwarciu (walka wręcz, broń biała), bronie miotane (noże do rzucania, granaty ręczne), broń ciężką (moździerze, granatniki, granatniki przeciwpancerne) oraz materiały wybuchowe (miny przeciwpiechotne, TNT, C4, RDX). Elementy otoczenia mogą być niszczone przy użyciu broni ciężkiej (działa, materiały wybuchowe).
Część walk może zostać rozstrzygnięta automatycznie.

### Postacie
W grze występuje ponad 150 unikalnych postaci, są to: najemnicy gracza, wojska Deidranny, rebelianci oraz mieszkańcy miast.
Do gry niezbędne jest posiadanie co najmniej jednego najemnika. Można zatrudnić go ze strony AIM bądź M.E.R.C. (od trzeciego dnia gry), istnieje także możliwość stworzenia własnego najemnika poprzez IMP. Po rozpoczęciu rozgrywki można również rekrutować niektórych NPC (np. rebeliantów).
Każda postać posiada pewną liczbę punktów postaci: poziom doświadczenia (wyrażony przez wartość od 1 do 10), sześć atrybutów (zdrowie, zwinność, zręczność, siła, zdolności przywódcze, inteligencja) oraz cztery umiejętności (umiejętności strzeleckie, znajomość materiałów wybuchowych, znajomość mechaniki, wiedza medyczna) wyrażane w punktach 0–100. Poziom najemników wzrasta wraz z postępem gry (zależy on między innymi od liczby zabitych wrogów oraz wykonanych zadań). Rozwój umiejętności dokonuje się poprzez naukę w ekranie mapy lub poprzez aktywne wykonywanie działań związanych z daną dziedziną. Postać może także rozwijać atrybuty albo je utracić (na przykład poprzez otrzymanie rany postrzałowej w głowę lub ramię). Dodatkowo każda postać może posiadać dwie dodatkowe umiejętności specjalne lub też jedną rozwiniętą do perfekcji (np. operacje nocne, otwieranie zamków, skradanie się, broń automatyczna itd.).
Postacie posiadają również ustaloną maksymalną liczbę punktów zdrowia. Bieżąca wartość obniża się po otrzymaniu obrażeń. Postać może zostać opatrzona przez najemnika wyposażonego w zestaw medyczny. Zapobiega to dalszemu jej wykrwawianiu się i w efekcie utracie punktów zdrowia. Ranny najemnik otrzymuje mniejszą liczbę punktów akcji podczas walki. Punkty zdrowia mogą być odnawiane przez odpoczynek, przydział doktor-lekarz lub po rozmowie z lekarzami w szpitalu w Cambrii. Kiedy liczba punktów zdrowia najemnika spadnie poniżej 15, wchodzi on w stan agonalny – upada na ziemię i traci kolejne punkty zdrowia. Jeśli nie zostanie szybko opatrzony, umiera. Najemnicy nie mogą być wskrzeszani.
W grze pojawia się również poziom energii, odnawiany poprzez odpoczynek oraz sen. Poruszanie się, używanie trybu skradania oraz otrzymywanie obrażeń wpływa negatywnie na stan energii. Podróż między sektorami redukuje maksymalny poziom energii, odnowić go można poprzez przydział "sen". Niewyspani najemnicy szybciej się męczą. Po utracie wszystkich punktów energii najemnik traci przytomność, odzyskuje ją po krótkim odpoczynku, skorzystaniu z manierki lub zastrzyku energetycznego. Jeśli postać straci przytomność podczas pobytu w wodzie – umiera.
Każdy najemnik posiada także wskaźnik morale. Można go zwiększyć poprzez zabicie przeciwnika oraz odnoszenie zwycięstw. Spada, kiedy ginie ktoś z oddziału gracza, bądź gdy przeciwnik odbija miasto. Zadowoleni najemnicy bardziej entuzjastycznie wykonują działania, podczas gdy nieszczęśliwi narzekają, odmawiają wykonywania poleceń lub w skrajnych przypadkach opuszczają oddział gracza.
Gracz powinien także zwracać uwagę na relacje panujące między najemnikami. Ci, którzy darzą się sympatią, będą ze sobą chętnie współpracowali oraz cechowali się wyższym morale. Najemnicy, którzy są ze sobą skłóceni, będą ciągle na siebie narzekać i wyrażać swoją dezaprobatę wobec siebie. W ostateczności jeden z nich może nawet opuścić oddziały gracza. Najemnik może odmówić graczowi swoich usług, gdy posiada on w oddziale kogoś, kogo ten nie lubi.

### Wyposażenie
Gracz ma do dyspozycji dużo interaktywnych przedmiotów takich jak: bronie, pancerze, narzędzia oraz akcesoria.
Przedmioty mogą być kupowane, otrzymywane od NPC, znajdowane na mapie, zbierane po martwych najemnikach oraz upuszczane przez postacie. Za dodatkową opłatą najemnicy mogą być wynajmowani z zestawem wyposażenia. Po zajęciu lotniska, gracz ma możliwość zamawiania wyposażenia w internetowym sklepie. Wraz z postępem gry, jakość oraz różnorodność dostępnych produktów ulega polepszeniu.
Każdy najemnik ma określoną pojemność ekwipunku. Może on nosić pancerz na głowie, tułowiu oraz nogach. Oprócz tego może korzystać z kilku dodatkowych przedmiotów.

### Uzbrojenie
Większość uzbrojenia dostępnego w grze istnieje w rzeczywistości. Każda broń posiada swój opis, jest on zazwyczaj nieformalny i humorystyczny. Dodatkowo, przy każdej z nich wypunktowana jest lista wad oraz zalet. Bronie w grze charakteryzują się maksymalnym efektywnym zasięgiem oraz liczbą punktów akcji potrzebnych do oddania strzału. W dodatkach do podstawowej wersji gry dodano nowe bronie.
Najemnik może korzystać z jednej broni dwuręcznej bądź dwóch jednoręcznych. Efektywność broni może być podnoszona poprzez montaż dodatkowego wyposażenia: celowników laserowych oraz optycznych, dwójnogów, podwieszanych granatników, tłumików, przedłużenia lufy oraz przyrządzenia obniżającego minimalną liczbę punktów akcji, za które można oddać strzał oraz kaczych dziobów do strzelb.
Gracz ma możliwość korzystania z kilku rodzajów amunicji. Oprócz tego w grze występuje kilka rodzajów granatów, pancerzy oraz dodatkowego wyposażenia.

### Ekonomia
Do zatrudnienia a następnie utrzymania niektórych najemników potrzebna jest gotówka. Po rozpoczęciu nowej gry, gracz w zależności od wybranego poziomu trudności otrzymuje określoną ilość pieniędzy. Podczas gry głównym źródłem dochodu są kopalnie srebra i złota zlokalizowane w niektórych miastach Arulco. By zaczęły one generować zyski, muszą one zostać odbite z rąk królowej oraz należy przekonać do siebie odpowiednio dużo mieszkańców miasta (podnieść poziom lojalności). Zarabiać można także na sprzedaży ekwipunku, w Arulco znaleźć można kilku kupców.
Gracz zatrudniając najemników z AIM podpisuje z nimi kontrakt na określony okres. Możliwe jest podpisanie, jak i przedłużenie, kontraktu na jeden dzień, tydzień oraz dwa tygodnie. Najemnicy zdobywając kolejne poziomy doświadczenia podnoszą ceny za swoje usługi. Najemnicy z M.E.R.C. pobierają opłatę w formie stawki dziennej. Niektórzy NPC także będą pracować dla gracza za określoną dzienną stawkę.

### Liniowość rozgrywki
Mimo że gracz kierowany jest na początku swojej misji do Drassen, może on zamiast tego wykonywać w tym czasie inne zadania, zdobywać miasta lub szkolić swoich najemników. By ukończyć grę, nie jest konieczne przejęcie wszystkich sektorów. Możliwe jest przejście gry bez zajmowania żadnego, jak i bez wykonywania zadań pobocznych. Gracz może więc przejść grę na wiele różnych sposobów.
Możliwe jest wiele kombinacji oddziałów gracza, może on dowolnie je kształtować oraz ustawiać ich profil. Może przejść grę walcząc tylko nocą, poprzez skrytą eliminację wroga, walkę w zwarciu, walkę tylko jednym najemnikiem itd.
Każda rozpoczęta gra posiada zestaw przedmiotów, sektorów oraz zadań, które zostaną losowo wygenerowane.
Szacunkowy czas potrzebny na ukończenie gry wynosi 25-30h. Możliwe jest wykonanie głównego zadania w niecałe 8 minut.

## Wersje
Po wydaniu bazowej wersji Jagged Alliance 2 wydano jeszcze dwa sequele.

### Unfinished Business
Jagged Alliance 2: Unfinished Business, znany także pod nazwą Jagged Alliance 2.5, to krótki dodatek wydany przez zespół Sir-Tech w grudniu 2000 roku. Gra była dodatkiem samodzielnym, nie wymagała do działania podstawowej wersji Jagged Alliance 2. W Unfinished Business użyto nieco zmodyfikowanego silnika gry, dodano edytor map oraz kampanii. Zasady gry zostały niezmienione. Do inwentarza gry dodano kilka nowych przedmiotów, w tym modeli broni. Zmieniły się także zasady wynajmowania najemników z AIM – w tej części kontrakt podpisywany jest wyłącznie na czas nieokreślony, uiszcza się jedynie jednorazową opłatę. Polska wersja dodatku została wydana przez CD Projekt.
Gra posiada całkowicie nową fabułę. Pierwotny właściciel przemysłu kopalnianego w Arulco wybudował bazę rakietową w pobliżu wyspy Tracona. Domaga się przy tym zwrotu kopalni, rakiety bombardują więzienie w Tixa. Nad Arulco zawisła groźba kolejnej wojny. Enrico Chivaldori ponownie zwraca się do gracza o pomoc. Przy rozpoczynaniu nowej gry istnieje możliwość importu zapisu gry z bazowego Jagged Alliance 2; dzięki temu gracz ma do dyspozycji najemników ze współczynnikami, jakie zdobyli oni podczas misji w Arulco. Unfinished Business charakteryzuje się wyższym stopniem trudności niż pierwowzór.
Unfinished Business jest zdecydowanie krótszy od Jagged Alliance 2, fabuła jest dużo bardziej liniowa i mniej rozbudowana. Są to główne wady dodatku. Podczas prac nad tą częścią gry, Sir-Tech miał problemy finansowe, co wiązało się problemami w znalezieniu wydawcy.

### Gold Pack
Jagged Alliance 2: Gold Pack został wydany przez Strategy First 6 czerwca 2002. Bazowa wersja Jagged Alliance 2 została wzbogacona o dodatek Unfinished Business, do zestawu dodano także edytor map.
W edycji Gold Pack zmienione zostały także możliwe ustawienia poziomu trudności. Gracz po wybraniu zaawansowanego lub wyższego poziomu trudności może zaznaczyć dodatkowo opcję, która sprawi, że jego tury będą limitowane czasowo. Dodatkowo można było włączyć ustawienie „Iron Man” – wyłączało ono możliwość zapisu gry podczas walki.
Od lipca 2006 Gold Pack dostępny jest poprzez Steam oraz Turner Broadcasting's GameTap. W wersjach tych występuje bug, który sprawia, że gracz ma nieograniczone źródła dochodu, co całkowicie niweluje aspekt ekonomiczny w grze. Unfinished Business zawiera błąd, który skutkuje tym, że gracz nie może zapisać gry. Strategy First przyznał się do wymienionych pomyłek, nie udało się jednak wydać patcha, który by te błędy naprawił.

### Wildfire
Jagged Alliance 2: Wildfire został wydany poprzez i-Deal Games w roku 2004 jako oficjalny dodatek od Strategy First. Dodatkowo udostępniono także na licencji kod źródłowy.
W porównaniu z Jagged Alliance 2, Wildfire nie zawiera zmian w silniku gry. Skupiono się na modernizacji sektorów, dodaniu nowych przedmiotów oraz poprawieniu inteligencji przeciwnika. Sprawia to, że rozgrywka jest trudniejsza, główne cele i zadania przeniesiono z podstawowej wersji Jagged Alliance 2.
Pojawił się również nowy cel poboczny – oprócz walki z wojskiem królowej Deidranny, naszym celem jest likwidacja kartelu narkotykowego kierowanego przez postać nazywaną Kingpinem. Jego ludzie znajdują się w miastach Arulco i w razie rozpoczęcia wojny z mafią będą walczyć z najemnikami oraz oddziałami samoobrony.

## Mody
W oparciu o Jagged Alliance 2: Gold powstało wiele modyfikacji. Najbardziej znane z nich to: v1.13, Urban Chaos, Deidranna Lives i Renegade Republic.

## Odbiór gry
Jagged Alliance 2 została stosunkowo przychylnie przyjęta przez recenzentów. Grę chwalono za nieliniowość, swobodę w wykonywaniu zadań, różnorodność taktyk walki, ciekawą fabułę, szczegółowy świat gry, realizm, inteligentnych przeciwników oraz oprawę dźwiękową. Chwalono szczególnie staranność, z jaką przygotowano postacie najemników:

Najemnicy mają różne charaktery, dużą radość sprawia samo słuchanie tego co mają do powiedzenia w różnych sytuacjach. Kiedy schwarzeneggero-podobny Steroid wykrzyczy po postrzale „Moja skóra jest dziurawa i przecieka!”,  Shadow wyrazi tylko swój niepokój o to, że jego krew zostawia ślady.

Każdy najemnik ma swój niepowtarzalny charakter, własne wyposażenie, z jednymi układa mu się dobrze, innych natomiast nie znosi. Niektórzy to prawdziwi profesjonaliści z powołaniem, inni to zwykli szaleńcy zabijający dla pieniędzy... Niektórzy są naprawdę prymitywni. Jedni są typowymi mięczakami i nieudacznikami, inni zaś to skryci introwertycy. Słuchając ich wypowiedzi nieraz będziesz szczerzył się sam do siebie i z niedowierzaniem kręcił głową.

Oprawa dźwiękowa dodaje grze pikanterii. Z pewnością bez niej, rozgrywka dawałaby znacznie mniej przyjemności. Wszystko zostało nagrane zaskakująco dobrze, wystrzały broni brzmią podobnie do tych znanych z rzeczywistości.